# Кулик, Сергей Григорьевич
Серге́й Григо́рьевич Кули́к (укр. Сергій Григорович Кулик,; 4 сентября 1967, Верещица — 3 марта 2022, Гостомель) — украинский военнослужащий, штаб-сержант, участник российско-украинской войны. Герой Украины (2022, посмертно).

## Биография
Родился 4 сентября 1967 года в селе Верещица Яворовского района Львовской области. После окончания в 1994 году Каменец-Подольского государственного педагогического института им. В. П. Затонского учительствовал на родной Яворовщине. Проживал в соседнем селе Старичи.
В сентябре 2014 года добровольно вступил в ряды Вооружённых Сил Украины и в составе сначала 24-й отдельной механизированной бригады (с ноября 2014 года по июнь 2015 года), а впоследствии 54-й отдельной механизированной бригады (с февраля 2016 года по декабрь) принимал участие в российско-украинской войне на территории Донецкой и Луганской областей.
Затем проходил службу в Международном центре миротворчества и безопасности Национальной академии сухопутных войск имени гетмана Петра Сагайдачного.
24 февраля 2022 года во время полномасштабного вторжения России в Украину, штаб-сержант Сергей Кулик участвовал в боях за Гостомель. 3 марта 2022 года, при освобождении города, он, пулемётчик взвода, в составе батальонной тактической группы вступил в бой с противником. Во время боя штаб-сержант получил шаровые ранения, но продолжил дальше прикрывать огнем бойцов. Однако вскоре от полученных ранений скончался.
Похоронен 14 марта 2022 года в Старичах.

## Награды
- Звание «Герой Украины» с награждением ордена «Золотая Звезда» (2022, посмертно) — за личное мужество и героизм, проявленные в защите государственного суверенитета и территориальной целостности Украины, верность военной присяге[1].

- Звание «Герой Украины» с награждением ордена «Золотая Звезда» (2 апреля 2022, посмертно) — за личное мужество и героизм, проявленные в защите государственного суверенитета и территориальной целостности Украины, верность военной присяге[1].